# Sumatra PDF
Sumatra PDF es un visor libre para documentos PDF, ePUB, MOBI, CHM, XPS, DjVu, CBZ y CBR para Microsoft Windows. Está bajo licencia GPLv3. Permite elegir el idioma de la interfaz de entre una gran variedad.
Se diferencia de otros visores, como el de Adobe, en que ocupa muy poco espacio y consume muy pocos recursos.
Su autor es Krzysztof Kowalczyk (Télécom Bretagne 1998), aunque ha recibido ayuda para la traducción de otras personas.
El software está disponible en dos versiones paralelas:
1. Una con autoinstalador.
2. La otra versión es portátil debido a que viene debidamente compilada en un archivo ejecutable (comprimida en zip).

A partir de la versión 3.1 se dispone también de versiones separadas para ordenadores de 32 y 64 bits.